# Cleptocnidia
Cleptocnidia

## Cleptocnidia
La cleptocnidia es el fenómeno en el cual depredadores consumen presas del grupo de los cnidarios, encapsulan sus cnidocitos y secuestran los nematocistos que éstas contienen para convertirlos en estructuras funcionales dentro de sus propias células. Estos cnidocitos secuestrados son llamados cleptocnidios y se cree que proveen un sistema de defensa exógena
Hay cuatro grupos principales de animales que secuestran nematocistos: Ctenophora, Acoelomorpha, Platyhelminthes y Mollusca.
Los moluscos dentro de la familia Aeolidiidae (orden Nudibranchia, también conocidos como babosas marinas) realizan este proceso. Estos se alimentan principalmente de los pólipos de tres grupos: cnidarios, esponjas y briozoos.
Presentan algunas alteraciones en su sistema digestivo y se han formulado dos maneras de defensa contra los nematocistos. La primera es una defensa física: en la parte frontal de la boca tienen una capa de quitina para protegerse del ataque de los cnidarios y se repara eficazmente el daño que éstos les pudieron haber causado. La segunda es una defensa química: existen químicos presentes en la mucosa a lo largo del sistema digestivo, los cuales previenen que el nematocisto se active. El sistema digestivo se extiende hasta las ceratas. Cada cerata se expande para formar un saco esférico llamado cnidosaco, el cual tiene un poro, denominado cnidoporo, ubicado en el extremo de la cerata
Debido a que los cnidocitos no son digeridos ni expulsados por el nudibranquio, estas células se transportan por el sistema digestivo hacia la punta de los ceratas donde se encuentra el cnidosaco, listo para almacenarlas y que funjan como herramienta de defensa. Ante el ataque de un depredador, el molusco contrae la pared muscular del cnidosaco y libera los nematocistos contra el atacante.
En algunas especies de nudibranquios, sólo los nematocistos inmaduros son secuestrados y éstos continúan su maduración dentro del organismo. Por ejemplo en S. neapolitana, donde consumir nematocistos inmaduros podría presentar un menor riesgo para el animal, debido a que en el transporte de estas estructuras hacia las ceratas, sería menos probable que se activen y provoquen daño dentro del organismo
Como ejemplo de este fenómeno tenemos a la babosa marina, conocida comúnmente como ángel azul o dragón azul (Glaucus atlanticus). A diferencia de otros nudibranquios, tiene las ceratas en los laterales (por lo cual se le asigna ese nombre común). 
Se alimenta principalmente de sifonóforos como la fragata portuguesa y otros cnidarios, de los cuales almacena el tipo de nematocisto más urticante (debido a que, conforme los nematocistos del cnidario consumido tengan mayor capacidad para causar daño, mayor será el potencial para causar daño del organismo que robe los nematocistos), de manera que asegura infringir el mayor daño posible a sus depredadores.
Una posible explicación de la evolución del proceso se secuestro de nematocistos es propuesta por Goodheart (2017). El primer paso sería la transición a una alimentación de presas cnidarias, donde surge inmediatamente el potencial de protección por nematocistos, ya que el cazador del depredador de los cnidarios, puede ser lastimado por la ingesta del tejido con nematocistos activos presentes. El siguiente paso sería la evolución de compuestos químicos o mecanismos para proteger a la especie de los nematocistos que son ingeridos durante la alimentación y/o la capacidad de empaquetar los nematocistos ingeridos. Después, estaría la retención de nematocistos intactos, lo cual representaría ya el secuestro en la especie. Una vez que ha evolucionado la retención, otras adaptaciones asociadas con el secuestro de nematocistos pudieran adquirirse, por ejemplo, mecanismos para el transporte de vesículas o células que contengan nematocistos hacia regiones vulnerables a ataques de depredadores, mecanismos para controlar la activación de los nematocistos, entre otros.